# Les Castors allumés
Les Castors allumés (The Angry Beavers) est une série télévisée d'animation américaine en 64 épisodes de 22 minutes créée par Mitch Schauer et diffusée entre le 19 avril 1997 et le 11 novembre 2001 sur Nickelodeon. Chaque épisode de 22 minutes présente deux histoires distinctes de 11 minutes, n'ayant aucun rapport particulier entre elles.
Au Québec, la série a été diffusée à partir du 10 septembre 1998 sur Canal Famille, puis à partir du 1er septembre 2001 sur Vrak. En France, la série a été diffusée sur TF1 dans l'émission TF! Jeunesse du 6 janvier 1999 au 1er septembre 2005, de 2002 à 2005 sur Télétoon, et de 2005 à 2022 sur Nickelodeon. En Belgique, la série a été diffusée sur Nickelodeon.

## Synopsis
À la naissance de leurs petites sœurs, Daggett et Norbert, deux frères castors, sont mis à la porte de chez eux par leurs parents. Ils vivent désormais dans leur propre barrage. Leurs aventures montrent leurs défauts, mais mettent souvent en valeur leur amour fraternel.

## Distribution

### Voix originales
- Richard Steven Horvitz : Daggett
- Nick Bakay : Norbert
- John Garry : Barry l'ours
- Cynthia Mann : Fleur d'arbre
- Scott Weil : Gros Lapin
- Victor Wilson : Bing
- Mark Klastorin : Truckee
- Wally Wingert : Wolffe
- Beverly Garland : la princesse
- Sheryl Bernstein : la mère
- Tim Thomerson : Leonard
- Gregg Berger : Bill Licking
- Stacy et Chelsea Schauer : Stacy et Chelsea
- Tom Kane : Oxnard Montalvo

### Voix françaises
- Joël Martineau : Norbert
- Emmanuel Curtil : Daggett
- Michel Dodane : Barry l'ours
- Naïké Fauveau : Fleur d'arbre et Claudia Chou-fleur
- Micheline Dax : la femme génie-fantôme
- Marc Bretonnière : Gros Lapin et un scientifique
- Alain Flick
- François Pacôme
- Sylvie Jacob
- Denise Metmer
- Marie-Martine
- Jean-François Kopf
- Lionel Melet

 Source et légende : version française (VF) sur RS Doublage

## Personnages
- Daggett Doofus Beaver : Daggett (surnommé Dagg ou parfois Dagagagounet) est le cadet. Il est fou, nerveux. Ses phrases et ses idées sont souvent incohérentes. Il est considéré comme étant le moins intelligent des deux frères. Daggett a une fourrure brune et un museau rouge.

- Norbert Foster Beaver : Norbert (surnommé Norb, parfois Norbi, Norbibi ou rarement Norberounet) est l'aîné. Il a quatre minutes de plus que Daggett et le fait souvent remarquer. Il semble plus intelligent que son frère. Son humour est également plus sarcastique. Il aime attraper et serrer Daggett pour le câliner, ce que ce dernier n'apprécie pas beaucoup. Il est très attentif à son apparence, notamment à sa coiffure. Il a une fourrure jaune et le museau violet.

- Barry : Barry est un ours et chanteur professionnel de soul qui se croit cool. Son nom a été pris du chanteur Barry White.

- Maman et Papa : les parents des frères castors et des sœurs castors. Leurs prénoms sont inconnus.

- Stacy et Chelsea Beaver sont les deux petites sœurs de Daggett et Norbert. Stacy ressemble beaucoup à Norbert, tant par son intelligence que par son physique. De même, Chelsea est semblable à Daggett.

## Épisodes
| Saison | Saison | Épisodes | États-Unis        | États-Unis        |
| Saison | Saison | Épisodes | Début de saison   | Fin de saison     |
| ------ | ------ | -------- | ----------------- | ----------------- |
|        | 0S     | 1        | 24 septembre 1994 | 24 septembre 1994 |
|        | 1      | 13       | 19 avril 1997     | 12 novembre 1997  |
|        | 2      | 13       | 1er mars 1998     | 21 novembre 1998  |
|        | 3      | 22       | 14 mars 1999      | 18 mars 2000      |
|        | 4      | 14       | 2 septembre 2000  | 11 novembre 2001  |